# Afrique du Sud aux Jeux olympiques d'été de 2000
L'Afrique du Sud participe aux Jeux olympiques d'été de 2000 à Sydney en Australie. Il s'agit de quinzième participation à des Jeux d'été.
Elle y remporte cinq médailles : aucune en or, deux en argent et trois en bronze, se situant à la cinquante-cinquième place des nations au tableau des médailles. L'athlète Hezekiél Sepeng est le porte-drapeau d'une délégation sud-africaine comptant 127 sportifs (89 hommes et 38 femmes).

## Nombre d'athlètes qualifiés par sport
Voici la liste des qualifiés et sélectionnés Sud-Africains par sport (remplaçants compris) :
| Sport       | Hommes | Femmes | Total |
| ----------- | ------ | ------ | ----- |
| Athlétisme  | 18     | 5      | 23    |
| Aviron      | 6      | 2      | 8     |
| Baseball    | 13     | 0      | 13    |
| Boxe        | 3      | 0      | 3     |
| Canoë-kayak | 1      | 1      | 2     |
| Cyclisme    | 3      | 1      | 4     |

## Médaillés

### Médailles d'argent
| Sport                  | Discipline             | Athlète(s)             | Performance            | Date                   |
| Médailles d'argent : 1 | Médailles d'argent : 1 | Médailles d'argent : 1 | Médailles d'argent : 1 | Médailles d'argent : 1 |
| ---------------------- | ---------------------- | ---------------------- | ---------------------- | ---------------------- |
| Athlétisme             | Saut en hauteur femmes | Hestrie Storbeck       | 2,01 m                 | 30 septembre 2000      |

### Médailles de bronze
| Sport                   | Discipline              | Athlète(s)              | Performance             | Date                    |
| Médailles de bronze : 2 | Médailles de bronze : 2 | Médailles de bronze : 2 | Médailles de bronze : 2 | Médailles de bronze : 2 |
| ----------------------- | ----------------------- | ----------------------- | ----------------------- | ----------------------- |
| Athlétisme              | 400 m haies Hommes      | Llewellyn Herbert       | 47 s 81                 | 27 septembre 2000       |
| Athlétisme              | Lancer du disque Hommes | Frantz Kruger           | 68,19 m                 | 25 septembre 2000       |

## Athlétisme

### Hommes
| Athlète                                                                                           | Épreuve          | Séries        | Séries      | Quarts de finale | Quarts de finale | Demi-finales  | Demi-finales | Finale          | Finale             |
| Athlète                                                                                           | Épreuve          | Temps         | Rang        | Temps            | Rang             | Temps         | Rang         | Temps           | Rang               |
| ------------------------------------------------------------------------------------------------- | ---------------- | ------------- | ----------- | ---------------- | ---------------- | ------------- | ------------ | --------------- | ------------------ |
| Mathew Quinn                                                                                      | 100 m            | 10 s 44       | 2e          | 10 s 27          | 7e               | Eliminé       | Eliminé      | Eliminé         | Eliminé            |
| Hendrick Mokganyetsi                                                                              | 400 m            | 45 s 22       | 1er         | 45 s 15          | 2e               | 45 s 52       | 2e           | 45 s 26         | 6e                 |
| Arnaud Malherbe                                                                                   | 400 m            | 45 s 73       | 4e          | 45 s 59          | 8e               | Eliminé       | Eliminé      | Eliminé         | Eliminé            |
| Hezekiél Sepeng                                                                                   | 800 m            | 1 min 47 s 46 | 1er         | Non disputé      | Non disputé      | 1 min 44 s 85 | 4e           | 1 min 45 s 29   | 4e                 |
| Johan Botha                                                                                       | 800 m            | 1 min 46 s 91 | 3e          | Non disputé      | Non disputé      | 1 min 45 s 49 | 6e           | Eliminé         | Eliminé            |
| Werner Botha                                                                                      | 800 m            | 1 min 47 s 83 | 1er         | Non disputé      | Non disputé      | 1 min 46 s 53 | 5e           | Eliminé         | Eliminé            |
| Hendrick Ramaala                                                                                  | Marathon         | Non disputé   | Non disputé | Non disputé      | Non disputé      | Non disputé   | Non disputé  | 2 h 16 min 19 s | 12e                |
| Josia Thugwane                                                                                    | Marathon         | Non disputé   | Non disputé | Non disputé      | Non disputé      | Non disputé   | Non disputé  | 2 h 16 min 59 s | 20e                |
| Johannes Maremane                                                                                 | Marathon         | Non disputé   | Non disputé | Non disputé      | Non disputé      | Non disputé   | Non disputé  | 2 h 21 min 25 s | 43e                |
| Shaun Bownes                                                                                      | 110 m haies      | 13 s 53       | 3e          | 13 s 54          | 2e               | 13 s 41       | 5e           | Eliminé         | Eliminé            |
| Llewellyn Herbert                                                                                 | 400 m haies      | 49 s 25       | 1er         | Non disputé      | Non disputé      | 48 s 38       | 1er          | 47 s 81         | Médaille de bronze |
| Alwyn Myburgh                                                                                     | 400 m haies      | 49 s 57       | 3e          | Non disputé      | Non disputé      | 49 s 25       | 4e           | Eliminé         | Eliminé            |
| Alwyn Myburgh Hezekiél Sepeng Llewellyn Herbert Arnaud Malherbe Hendrick Mokganyetsi Werner Botha | Relais 4 × 400 m | 3 min 04 s 08 | 1er         | Non disputé      | Non disputé      | 3 min 01 s 25 | 5e           | Eliminé         | Eliminé            |

| Athlète           | Épreuve          | Qualification | Qualification | Finale      | Finale             |
| Athlète           | Épreuve          | Performance   | Rang          | Performance | Rang               |
| ----------------- | ---------------- | ------------- | ------------- | ----------- | ------------------ |
| Okkert Brits      | Saut à la perche | 5,67 m        | 7e            | 5,80 m      | 7e                 |
| Janus Robberts    | Lancer du poids  | 19,79 m       | 12e           | 20,32 m     | 7e                 |
| Burger Lambrechts | Lancer du poids  | 19,75 m       | 14e           | Eliminé     | Eliminé            |
| Karel Potgieter   | Lancer du poids  | 19,02 m       | 22e           | Eliminé     | Eliminé            |
| Frantz Kruger     | Lancer du disque | 67,54 m       | 2e            | 68,19 m     | Médaille de bronze |
| Frits Potgieter   | Lancer du disque | 61,56 m       | 18e           | Eliminé     | Eliminé            |

### Femmes
| Athlète          | Épreuve  | Séries         | Séries      | Quarts de finale | Quarts de finale | Demi-finales | Demi-finales | Finale          | Finale |
| Athlète          | Épreuve  | Temps          | Rang        | Temps            | Rang             | Temps        | Rang         | Temps           | Rang   |
| ---------------- | -------- | -------------- | ----------- | ---------------- | ---------------- | ------------ | ------------ | --------------- | ------ |
| Heide Seyerling  | 400 m    | 51 s 92        | 3e          | 50 s 87          | 2e               | 51 s 06      | 3e           | 50 s 05         | 6e     |
| Elana Meyer      | 10 000 m | 32 min 35 s 32 | 7e          | Non disputé      | Non disputé      | Non disputé  | Non disputé  | 31 min 14 s 70  | 8e     |
| Colleen de Reuck | Marathon | Non disputé    | Non disputé | Non disputé      | Non disputé      | Non disputé  | Non disputé  | 2 h 36 min 48 s | 31e    |

| Athlète          | Épreuve          | Qualification | Qualification | Finale      | Finale            |
| Athlète          | Épreuve          | Performance   | Rang          | Performance | Rang              |
| ---------------- | ---------------- | ------------- | ------------- | ----------- | ----------------- |
| Hestrie Storbeck | Saut en hauteur  | 1,94 m        | 1er           | 2,01 m      | Médaille d'argent |
| Elmarie Gerryts  | Saut à la perche | 4,30 m        | 7e            | NH          | /                 |

## Aviron

### Hommes
| Athlète(s)                                            | Compétition                      | Série         | Série | Repêchage   | Repêchage   | Demi-finale   | Demi-finale | Finale                 | Finale |
| Athlète(s)                                            | Compétition                      | Temps         | Rang  | Temps       | Rang        | Temps         | Rang        | Temps                  | Rang   |
| ----------------------------------------------------- | -------------------------------- | ------------- | ----- | ----------- | ----------- | ------------- | ----------- | ---------------------- | ------ |
| Ramon Di Clemente Donnie Cech                         | Deux sans barreur                | 6 min 43 s 23 | 2e    | Non disputé | Non disputé | 6 min 33 s 15 | 3e          | Finale A 6 min 43 s 10 | 6e     |
| Mark Rowand Ross Hawkins Roger Tobler Mike Hasselbach | Quatre sans barreur poids légers | 6 min 17 s 88 | 3e    | Non disputé | Non disputé | 6 min 02 s 09 | 3e          | Finale A 6 min 07 s 67 | 5e     |

### Femmes
| Athlète(s)                    | Compétition       | Série         | Série | Repêchage   | Repêchage   | Demi-finale | Demi-finale | Finale                 | Finale |
| Athlète(s)                    | Compétition       | Temps         | Rang  | Temps       | Rang        | Temps       | Rang        | Temps                  | Rang   |
| ----------------------------- | ----------------- | ------------- | ----- | ----------- | ----------- | ----------- | ----------- | ---------------------- | ------ |
| Helen Fleming Colleen Orsmond | Deux sans barreur | 7 min 17 s 83 | 1er   | Non disputé | Non disputé | Non disputé | Non disputé | Finale A 7 min 16 s 84 | 5e     |

## Baseball
- Paul Bell
- Clint Alfino
- Ian Holness
- Nick Dempsey
- Jason Cook
- Willem Kemp
- Errol Davis
- Morne MacKay
- Simon de la Rey
- Kevin Johnson
- Carl Michaels
- Richard Harrell
- Brian Harrell
- Coach : Raymond Tew

| Épreuve  | Phase de groupes    | Phase de groupes       | Phase de groupes    | Phase de groupes      | Phase de groupes    | Phase de groupes      | Phase de groupes         | Demi-finale         | Finale / MB         | Rang    |
| Épreuve  | Adversaire Résultat | Adversaire Résultat    | Adversaire Résultat | Adversaire Résultat   | Adversaire Résultat | Adversaire Résultat   | Adversaire Résultat      | Adversaire Résultat | Adversaire Résultat | Rang    |
| -------- | ------------------- | ---------------------- | ------------------- | --------------------- | ------------------- | --------------------- | ------------------------ | ------------------- | ------------------- | ------- |
| Baseball | Défaite Cuba 0-3    | Défaite États-Unis 1-2 | Défaite Italie 0-2  | Défaite Australie 0-1 | Défaite Japon 0-3   | Victoire Pays-Bas 0-0 | Défaite Corée du Sud 0-0 | Eliminé             | Eliminé             | Eliminé |

## Boxe

### Hommes
| Athlète           | Catégorie        | 16e de finale         | 8e de finale            | Quart de finale     | Demi-finale         | Finale              |
| Athlète           | Catégorie        | Adversaire Résultat   | Adversaire Résultat     | Adversaire Résultat | Adversaire Résultat | Adversaire Résultat |
| ----------------- | ---------------- | --------------------- | ----------------------- | ------------------- | ------------------- | ------------------- |
| Phumzile Matyhila | Poids mi-mouches | Non disputé           | Défaite Kenya 0-15      | Eliminé             | Eliminé             | Eliminé             |
| Jeffrey Mathebula | Poids plumes     | Victoire Algérie 10-5 | Défaite Kazakhstan 5-16 | Eliminé             | Eliminé             | Eliminé             |
| Danie Venter      | Poids mi-lourds  | Victoire Syrie 12-9   | Défaite Inde            | Eliminé             | Eliminé             | Eliminé             |

## Canoe-Kayak

### Course en ligne

#### Hommes
| Athlète         | Compétition | Éliminatoires  | Éliminatoires | Demi-finales   | Demi-finales | Finale A       | Finale A |
| Athlète         | Compétition | Temps          | Rang          | Temps          | Rang         | Temps          | Rang     |
| --------------- | ----------- | -------------- | ------------- | -------------- | ------------ | -------------- | -------- |
| Alan Van Coller | K1 500m     | 1 min 41 s 805 | 5e            | 1 min 40 s 656 | 3e           | 2 min 04 s 981 | 8e       |
| Alan Van Coller | K1 1000m    | 3 min 39 s 573 | 4e            | 3 min 41 s 727 | 4e           | Eliminé        | Eliminé  |

#### Femmes
| Athlète     | Compétition | Éliminatoires  | Éliminatoires | Demi-finales | Demi-finales | Finale A       | Finale A |
| Athlète     | Compétition | Temps          | Rang          | Temps        | Rang         | Temps          | Rang     |
| ----------- | ----------- | -------------- | ------------- | ------------ | ------------ | -------------- | -------- |
| Ruth Nortje | K1 500m     | 1 min 51 s 047 | 3e            | Non disputé  | Non disputé  | 2 min 20 s 274 | 7e       |

## Cyclisme

### Route

#### Hommes
| Athlète       | Compétition     | Temps           | Rang |
| ------------- | --------------- | --------------- | ---- |
| Robert Hunter | Course en ligne | DNF             | /    |
| David George  | Course en ligne | 5 h 45 min 51 s | 85e  |

### Piste

#### Hommes
| Athlète     | Compétition                | Temps          | Rang |
| ----------- | -------------------------- | -------------- | ---- |
| Garen Bloch | Contre-la-montre sur piste | 1 min 04 s 478 | 8e   |

### BMX

#### Femmes
| Athlète     | Compétition   | Temps              | Rang |
| ----------- | ------------- | ------------------ | ---- |
| Erica Green | Cross-country | 2 h 03 min 32 s 37 | 25e  |